# Johann Salomo Semler
Johann Salomo Semler, né le 18 décembre 1725 à Saalfeld et mort le 14 mars 1791 à Halle-sur-Saale est un exégète biblique allemand.

## Biographie
Né à Saalfeld dans le duché de Saxe-Saalfeld, il étudie à l'université de Halle, où il devient l'assistant de Siegmund Jakob Baumgarten. En 1751, il part à Altdorf enseigner la philologie et l'histoire, et revient en 1752 à Halle comme professeur de théologie.
Après la mort de Baumgarten en 1757, Semler prend la tête de la faculté de théologie. Il est célèbre pour avoir développé une exégèse rationaliste de la Bible et est à l'origine du « principe de Semler », règle fondamentale de la méthode historico-critique.

## Œuvres
- Commentatio de demoniacis, Halle, 1760
- Versuch einer biblischen Damonologie (Essai d'une Démonologie biblique), 1776
- Selecta capita historiae ecclesiasticae en 3 volumes, Halle, 1767–1769
- Abhandlung von freier Untersuchung des Kanon (Traité sur le libre examen du canon), Halle, 1771–1775
- Apparatus ad liberalem N. T. interpretationem, 1767
- Apparatus ad V. T. interpretationem, 1773
- Institutio ad doctrinam Christ. liberaliter discendam, Halle, 1774
- Über historssche, gesellschaftliche, und moralische Religion der Christen, 1786
- Semler's Lebensbeschreibung, von ihm selbst abgefasst, Halle, 1781–1782, autobiographie